# Ischiopsopha castaneipennis
Ischiopsopha castaneipennis är en skalbaggsart som beskrevs av Moser 1913. Ischiopsopha castaneipennis ingår i släktet Ischiopsopha och familjen Cetoniidae.

## Underarter
Arten delas in i följande underarter:
- I. c. nigrorubra
- I. c. equilateralis
- I. c. daruensis
- I. c. asekiensis